# Кампонг Чнанг (провинция)
Кампонг Чнанг (на кхмерски: កំពង់ឆ្នាំង) е една от двайсетте провинции в Камбоджа. На север граничи с провинция Кампонг Тхом, на юг с провинциите Кампонг Спъ и Кандал, на запад с Поусат, а на изток с Кампонг Тям.
Съгласно преброявяне от 2019 г. населението на провинцията е 525 932 души.

## Административно деление
Провинция Кампонг Чнанг се състои от един самостоятелен град-административен център Кампонг Чнанг и от осем окръга:
- Барибоур (04 – 01)
- Тол Кири (04 – 02)
- Кампонг Чнанг (04 – 03)
- Кампонг Леаенг (04 – 04)
- Кампонг Тралат (04 – 05)
- Ролеа Б'иер (04 – 06)
- Самеаки Меан Тей (04 – 07)
- Туек Пхос (04 – 08)